# Comitato Olimpico Nazionale Albanese
Il Comitato Olimpico Nazionale Albanese (noto anche come Komiteti Olimpik Kombëtar Shqiptar in albanese) è un'organizzazione sportiva albanese, nata nel 1958 a Tirana, Albania.
Rappresenta questa nazione presso il Comitato Olimpico Internazionale (CIO) dal 1959 ed ha lo scopo di curare l'organizzazione ed il potenziamento dello sport in Albania e, in particolare, la preparazione degli atleti albanesi, per consentire loro la partecipazione ai Giochi olimpici. Il comitato, inoltre, fa parte dei Comitati Olimpici Europei. L'attuale presidente dell'organizzazione è Agim Fagu, mentre la carica di segretario generale è occupata da Stavri Bello.
Fondata con il nome di "Bashkimi i Fiskulturistëve dhe Sportistëve të Shqipërisë" (Unione delle federazione sportive e atletiche) nel 1958, subì profondi cambiamenti dopo il 1989, quando, con la distruzione dell'URSS, si divise in "Ministero della cultura, della gioventù e dello sport" e in "Comitato Olimpico Nazionale Albanese".